# Trap-A-Thon
Trap-A-Thon è il terzo album in studio del rapper statunitense Gucci Mane, pubblicato nel 2007.

## Tracce
1. Big Cat (intro) – 0:37
2. Bling Bling (feat. Big Tank) – 4:29
3. Re-Up (feat. Yatta Mann) – 5:10
4. Big Cat's Home – 2:21
5. Freaky Gurl – 3:48
6. What They Do (feat. Khia & Young Snead) – 3:11
7. Aw-Man (feat. 45) – 4:02
8. Good News & Bad News – 0:43
9. Choppa Shoppin' – 3:20
10. Bad Guys (feat. Black Magic) – 4:43
11. Pillz (Remix) (feat. Big Tank) – 4:57
12. Spanish Plug – 4:23
13. Product – 3:06
14. Bosses Speak – 2:14
15. Freaky Gurl (Remix) – 3:35
16. 2 Screws Loose – 2:34